# 魏恩采尔
魏恩采尔是德国巴伐利亚州的一个市镇。总面积45.23平方公里，总人口2816人，其中男性1424人，女性1392人（2011年12月31日），人口密度62人/平方公里。